# Mario Reyes Castillo
Mario Reyes Castillo (Ciudad de México, 29 de enero de 1926–mayo de 2017) fue un grabador, pintor y escultor mexicano mejor conocido por su trabajo en el Taller Libre de Grabado Mario Reyes, que fundó en 1965. Este taller ha colaborado y realizado trabajos para varios artistas mexicanos notables. Gran parte de sus obras de arte estaban dominadas por representaciones de la forma femenina, y el artista afirmaba que podía verla en muchos lugares y objetos. Su obra ha sido reconocida con homenajes y retrospectivas en lugares como el Museo Nacional de Estampa y el Palacio de Bellas Artes. También fue miembro del Salón de la Plástica Mexicana.

## Biografía
Mario Reyes Castillo nació en la Ciudad de México en 1926. Cuando era niño dijo que quería estudiar arte, pero sus padres le advirtieron que “moriría de hambre”. A pesar de esto, pasó a estudiar en la Escuela Nacional de Pintura, Escultura y Grabado "La Esmeralda" con maestros como Carlos Alvarado Lang, Isidoro Ocampo, Germán Cueto, Fernando Castro Pacheco y Carlos Orozco Romero. En una entrevista posterior afirmó que sí experimentó hambre antes de tener éxito.
Más tarde Reyes vivió en Mérida, donde murió en 2017.

## Carrera artística
La carrera artística de Reyes abarcó más de cinco décadas y fue sobre todo conocido por sus grabados. Gran parte de esa carrera estuvo ligada a su estudio Taller Libre de Grabado Mario Reyes, que fundó en 1965. Este taller produjo más de mil obras de arte durante sus cuarenta y cinco años de producción. Esta producción ha sido posteriormente catalogada y publicada en forma de libro y CD interactivo bajo el título de Taller Libre de Grabado Mario Reyes. Reyes realizó trabajos como la producción de libros y otras publicaciones para artistas como David Alfaro Siqueiros, Francisco Toledo, Rodolfo Nieto, Francisco Corzas, José Luis Cuevas y otros.
Reyes comenzó a exponer su obra en 1954, y a lo largo de su carrera expuso individual y colectivamente en México, Estados Unidos y Europa. Sus principales exposiciones individuales las realizó en el Instituto Francés de América Latina en 1970, el Salón de la Plástica Mexicana en 1968, 1977, 1984 y 1986, y el Palacio de Bellas Artes en 1990. Otras exposiciones posteriores incluyeron el Museo del Periodismo y las Artes Gráficas de Guadalajara en 2009.
Durante su carrera, Reyes también impartió clases de diseño gráfico y otros cursos en instituciones como la Universidad Iberoamericana, el taller de grabado del Instituto Nacional de Bellas Artes y el Colegio Madrid. Posteriormente impartió clases en el Centro de Formación y Producción de Arte Visuales “la Arrocera” de Campeche.
El primer premio importante que recibió Reyes fue el Salón de Grabado con el Salón de la Plástica Mexicana en 1970, del cual fue miembro. Posteriormente ganó dos veces el Salón de Otoño. En 1992, el Museo Nacional de la Estampa realizó un homenaje a su trayectoria, seguido de otro en el Palacio de Bellas Artes. En 2013, el estado de Campeche también realizó un homenaje y retrospectiva en su honor en la Galería Domingo Pérez Piña de la ciudad de Campeche y se realizó una retrospectiva en el Centro Cultural Olimpo de Mérida el mismo año.
Entre los estudiantes de Reyes se encontraba la artista Georgina Quintana.

## Obra
Reyes fue grabador, escultor y pintor. En sus grabados y esculturas dominó la forma humana, especialmente la representación de la forma femenina de una manera sensual, similar a las representaciones de Modigliani, Matisse, Gauguin y Renoir y a veces en estilo surrealista. Afirmaba que veía la forma femenina en muchos lugares y cosas, incluso en los árboles. A pesar de esta preferencia, sus obras también incluían paisajes meticulosamente dibujados.
Su técnica de grabado se caracterizó por su preferencia por las placas de cobre trabajadas al ácido, mezzotinta y punta seca. Estas piezas variaban desde las de calidad fotográfica, de su experiencia como fotógrafo, hasta las que eran muy sólidas, como su escultura. Realizó impresiones sobre vidrio, una innovación que le permitió trabajar con relieve. Su pintura se caracterizó por una cuidadosa manipulación de técnicas como la acuarela, el gouache y el óleo.